# Pseudohoplia gabriellina
Pseudohoplia gabriellina är en skalbaggsart som beskrevs av Leon Fairmaire 1887. Pseudohoplia gabriellina ingår i släktet Pseudohoplia och familjen Melolonthidae. Inga underarter finns listade i Catalogue of Life.